# Argenis (luchador)
Nirsha Adán Uribe (nacido el 13 de agosto de 1986) es un luchador profesional mexicano enmascarado conocido como Argenis. Es muy conocido por haber competido en Lucha Libre AAA Worldwide (AAA). Uribe proviene de una familia con varios luchadores entre sus miembros, entre los que se cuentan su padre, Dr. Karonte, y sus hermanos, Argos,Carístico,Dr karonte jr a de más es padre de la cuarta generación Night Fury
Entre sus logros ha sido ganador de Rey de Reyes (2017).

## Carrera

### Primeros años (2006-2015)
Argenis hizo su debut en la lucha profesional en 2006, trabajando como "Dr. Karonte Jr.", llamado así por su padre. También trabajaría como "Hijo del Dr. Karonte", ninguno de los trucos condujo a mucho éxito. En 2007 comenzó a trabajar en el Consejo Mundial de Lucha Libre (CMLL) como Rudo. Después de dejar CMLL, se quejó en varias revistas de que sentía que su hermano Místico debería haberle pedido a CMLL que le diera más oportunidades. Después de dejar CMLL, comenzó a trabajar para International Wrestling Revolution Group (IWRG), pero nuevamente se encontró con un éxito limitado, incluso después de convertirse en técnico.

### Asistencia Asesoría y Administración/Lucha Libre AAA Worldwide (2008-2024)
En 2008 formó parte de un grupo de 30 jóvenes luchadores que probaron con el  entrenador Gran Apache de Asistencia Asesoría y Administración (AAA). Argenis fue uno de los únicos seis luchadores que sobrevivió al riguroso período de prueba y ganó un combate contra los otros cinco que le dieron un trabajo con AAA. La semana después de su prueba hizo su verdadero debut en AAA, trabajando por primera vez como Argenis, haciendo equipo con Pimpinela Escarlata, Cassandro y Billy Boy contra Los Night Queens. Argenis fue inicialmente empujado como el "hermano descontento de Místico". El impulso se detuvo pronto, ya que Argenis no era tan talentoso en el ring como Místico y la comparación realmente perjudicó las posibilidades de Argenis de que los fanáticos lo respaldaran. A fines de 2008, Argenis rara vez trabajaba luchas televisados, en cambio trabajaba con entrenadores AAA para mejorar en el ring. A principios de 2009, Argenis regresó a AAA lentamente a la televisión , a menudo haciendo equipo con Real Fuerza Aérea británica en tríos con los miembros de Real Fuerza Aérea Laredo Kid, Aero Star y Super Fly, pero no era oficialmente un miembro del grupo. A mediados de 2009, después de que El Angel, miembro de Real Fuerza Aérea, dejaba AAA, Argenis finalmente se convirtió en miembro oficial del grupo.
El 11 de agosto de 2013, Argenis y Drago hicieron su debut en All Japan Pro Wrestling en Tokio, derrotando a Kenso y Sushi en un combate por equipos. Incluso antes de su debut en la empresa, Argenis y Drago fueron nombrados los contendientes número uno al Campeonato en Parejas de All Asia, obstentados por los miembros de Burning (Atsushi Aoki y Kotaro Suzuki). En la preparación para el combate por el título del 25 de agosto, Argenis y Drago comenzaron a trabajar contra el stable de Burning, derrotando a Aoki y Yoshinobu Kanemaru el 14 de agosto y a Suzuki y Kanemaru el 16 de agosto. El 25 de agosto, Argenis y Drago fracasaron en su intento de capturar los títulos de Aoki y Suzuki.
El 18 de abril de 2016, Argenis hizo equipo con Australian Suicide y ganaron la oportunidad por el Campeonato Mundial en Parejas de AAA. Los dos recibieron su oportunidad el 29 de abril, donde no tuvieron éxito en ganar los títulos. El 19 de marzo de 2017 en el evento de Rey de Reyes, Argenis ganó el Rey de Reyes 2017 tras eliminar a Averno.
El 26 de enero de 2019, Argenis tuvo una lucha por el Campeonato Latinoamericano de AAA de Drago, en donde estuvo involucrado a Golden Magic y La Parka Negra, al final cayo derrotado por el campeón Drago.
El 10 de agosto, Argenis cambio a heel por primera vez en su carrera traicionando a su equipo de Dinastía y a Niño Hamburguesa en contra del Nuevo Poder del Norte (Mocho Cota Jr., Carta Brava Jr. & Tito Santana). El 9 de septiembre en la función de Puebla, Argenis inicia una rivalidad contra de Myzteziz Jr. en la cual le llama impostor.
El 16 de abril de 2023 perdió su máscara en Triplemanía XXXI Monterrey ante Myzteziz, luego de haber salido penúltimo en un Combate en Jaula de Acero entre Laredo Kid, Black Taurus, Octagon Jr, Villano III Jr., Argenis, Aerostar, Parka Negra, Abismo Negro Jr., Antifaz del Norte y el propio Myzteziz quien salió de último.
El 30 de mayo de 2024, Argenis anunció su salida de la empresa.

### Lucha Underground (2015-2017)
Argenis hizo su debut en televisión en Lucha Underground en la transmisión del 14 de enero de 2015 en un Elimination Match contra Angelico, Aero Star y Cage. 2 semanas después, The Crew (Bael & Cortez Castro & Mr. Cisco) derrotó a Aero Star, Argenis y Super Fly. Argenis pasó sus primeros meses con LU como trabajador. El 24 de enero de 2015, Pentagón Jr. le rompió el brazo a Argenis. El 22 de febrero, Argenis apareció como miembro de "The Disciples of Death" llamado Barrio Negro, junto con sus socios Trece y Sinestro de la Muerte, al servicio de Catrina , aunque no se reconoció que fuera la misma persona que Argenis.
The Disciples of Death derrotaron a Angélico, Son of Havoc e Ivelisse por el Campeonato de Tríos de Lucha Underground. Perdieron el título en una revancha entre los dos equipos el 22 de noviembre. En la edición del 20 de abril de 2016 de Lucha Underground, los personajes de Barrio Negro y Trece fueron asesinados cuando Sinestro de la Muerte se volvió contra sus antiguos compañeros, arancando sus corazones, pero Argenis ha continuado haciendo apariciones bajo su personaje original hasta la temporada 3.

## Campeonatos y logros
- Lucha Libre AAA Worldwide
  - Rey de Reyes (2017)

- Lucha Underground
  - Lucha Underground Trios Championship (1 vez) – con El Siniestro de la Muerte & Trece

- Pro Wrestling Illustrated
  - Situado en el Nº296 en los PWI 500 de 2015[11]

## Luchas de apuestas
| Ganador                | Perdedor          | Lugar                 | Evento                      | Fecha               | Notas |
| ---------------------- | ----------------- | --------------------- | --------------------------- | ------------------- | ----- |
| Myzteziz Jr. (máscara) | Argenis (máscara) | Monterrey, Nuevo León | Triplemanía XXXI: Monterrey | 16 de abril de 2023 |       |